# Hermann Broch
Hermann Broch (1º de novembro de 1886, Viena, Áustria – 30 de maio de 1951, New Haven, Connecticut) foi um escritor austríaco do século XX, considerado um dos maiores modernistas de todos os tempos.

## Vida
Broch nasceu em Viena, Áustria, em uma família judaica e trabalhou por um tempo na fábrica de sua família, embora tivesse mantido seus interesses literários ocultos.
Ele estava predestinado a trabalhar na fábrica têxtil de seu pai em Teesdorf, por isso, estudou em uma escola técnica para manufatura têxtil e em um colégio de fiação e tecelagem.
Em 1909 casou-se com Franziska von Rothermann, filha de um fabricante fidalgo. No ano seguinte, seu filho Hermann Friedrich Maria nasceu. Depois, Broch começou a demonstrar interesse por outra mulher e seu casamento acabou em divórcio em 1923.
Ele estava familiarizado com Robert Musil, Rainer Maria Rilke, Elias Canetti, Franz Blei, seu amigo, escritor e ex-modelo nu, Ea von Allesch, e muitos outros. Em 1927, vendeu a fábrica têxtil e decicidiu estudar matemática, filosofia e psicologia na Universidade de Viena. Embarcou na carreira literária apenas em torno dos 40 anos de idade. Aos 45, publicou sua primeira novela, "Os Sonâmbulos".
Com a anexação da Áustria pelos Nazistas (1938), Broch foi preso, porém um movimento organizado por amigos - incluindo James Joyce - conseguiu tê-lo libertado e autorizado a emigrar, primeiro para o Reino Unido, depois para os Estados Unidos, onde finalmente terminou seu romance "A Morte de Virgílio" e começou a trabalhar, como Elias Canetti, em um ensaio sobre o comportamento dos grupos sociais, o qual permaneceu inacabado. Após isso, converteu-se ao catolicismo.
Hermann Broch morreu em 1951 em New Haven, Connecticut. Está enterrado em Killingworth, Connecticut, no cemitério Roast Meat Hill Road. Foi nomeado também para o Prêmio Nobel de Literatura.

## Obras
- Os sonâmbulos - no original Die Schlafwandler. Tradução portuguesa de António Sousa Ribeiro, Lisboa: Relógio d'Água, 2018.
- A morte de Virgílio - no original Der tod des Vergil
- A criada Zerlina - no original Die erzählung der magd zerline